# (4162) SAF
(4162) SAF (1940 WA) – planetoida z pasa głównego asteroid okrążająca Słońce w ciągu 4,78 lat w średniej odległości 2,84 j.a. Odkryta 24 listopada 1940 roku.